# Portrait (Gordon Giltrap)
Portrait is het tweede studioalbum van Gordon Giltrap. Giltrap diende zich met dit album nog steeds aan als singer-songwriter, zichzelf begeleidend. Giltrap, toch meer gitarist dan zanger, vond met dit album meer de balans tussen techniek en melodieus. Het voorwoord bij dit album werd geschreven door Don Partridge met wie Gordon Giltrap kortstondig in de muziekgroep Accolade zou spelen. Giltrap keerde zich snel weer van die band af en bleef solo spelen.
Portrait was wel het laatste album dat Giltrap voor Transatlantic Records opnam.

## Musici
- Gordon Giltrap – gitaar, zang

## Muziek
| Nr. | Titel                     | Duur |
| --- | ------------------------- | ---- |
| 1.  | Portrait                  | 2:34 |
| 2.  | Thoughts in the rain      | 3:11 |
| 3.  | Never ending solitude     | 2:15 |
| 4.  | Tuxedo                    | 1:13 |
| 5.  | All characters fictitious | 3:10 |
| 6.  | Lucifer’s cage            | 1:56 |
| 7.  | Free for all              | 2:12 |
| 8.  | William Taplin            | 3:04 |
| 9.  | Hands of fate             | 4:14 |
| 10. | Confusion                 | 3:16 |
| 11. | Young love                | 3:07 |